# Synophis calamitus
Synophis calamitus är en ormart som beskrevs av Hillis 1990. Synophis calamitus ingår i släktet Synophis och familjen snokar. Inga underarter finns listade i Catalogue of Life.
Denna orm förekommer endemisk i en bergstrakt i provinsen Pichincha i Ecuador. Arten lever i regioner som ligger 1900 till 2150 meter över havet. Individerna vistas i molnskogar. Honor lägger ägg.
De flesta exemplar hittades i en skyddszon. Hela populationens storlek är okänd. IUCN listar arten med kunskapsbrist (DD).